# ليز غريغوري
ليز غريغوري (بالإنجليزية: Lise Gregory)‏ مواليد 29 أغسطس 1963 في ديربان، هي لاعبة كرة مضرب جنوب أفريقية سابقة وكانت تلعب باليد اليسرى، اعتزلت اللعب في 1993. أعلى تصنيف لها في الفردي كان المركز الـ 167 في سنة 1987. أعلى تصنيف لها في الزوجي كان المركز الـ 17 في سنة 1991.

## روابط خارجية
- ليز غريغوري على موقع رابطة محترفات التنس (الإنجليزية)
- ليز غريغوري على موقع الاتحاد الدولي لكرة المضرب (الإنجليزية)
- ليز غريغوري على موقع بطولة ويمبلدون (الإنجليزية)
- ليز غريغوري على موقع خلاصة التنس.كوم (الإنجليزية)